# Guillermo I de Tolosa

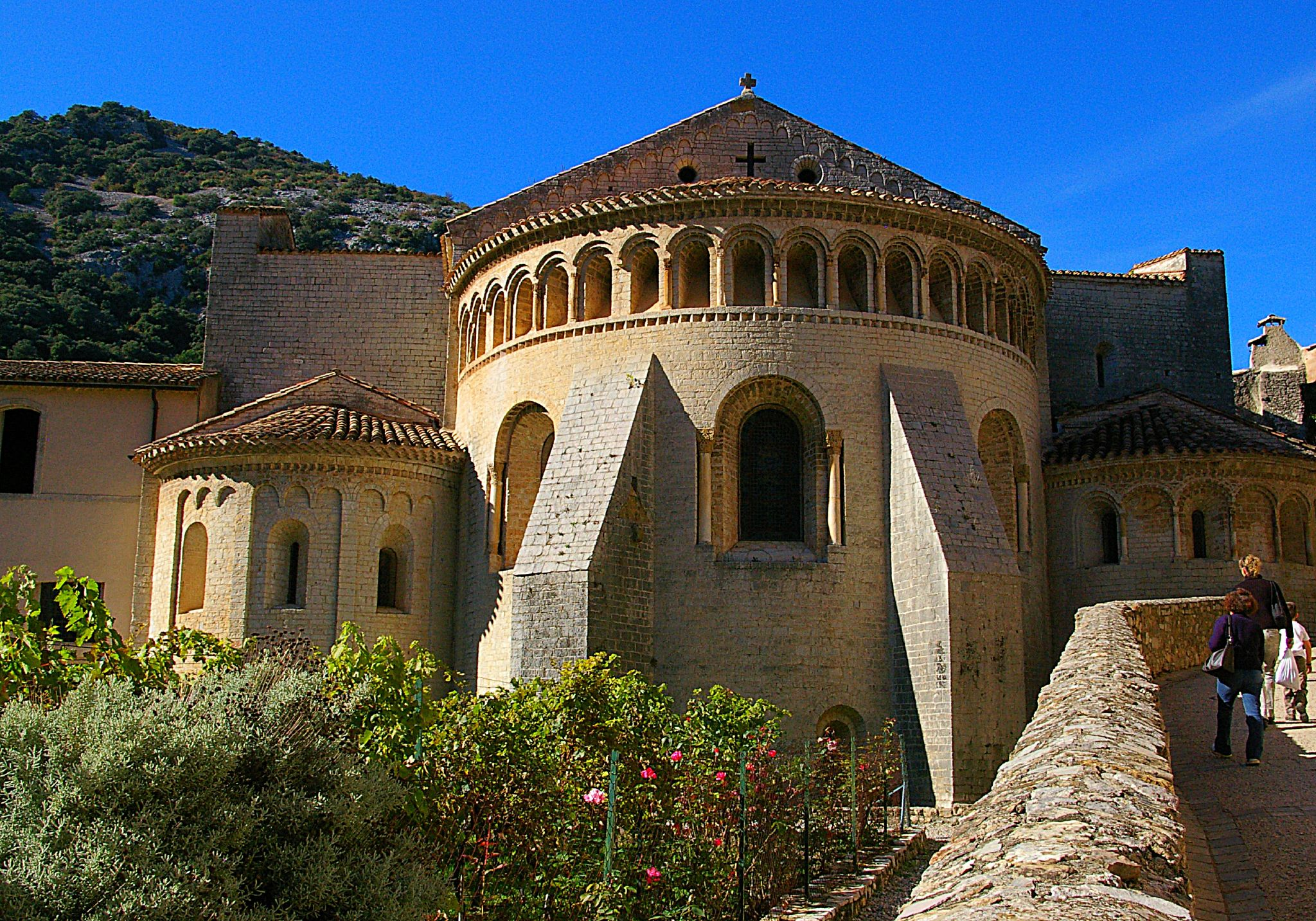
Cabecera de la iglesia de la abadía de Gellone.

Guillermo I el Santo (755-Saint-Guilhem-le-Désert, 812) fue conde de Tolosa de facto hasta el año 804 (cuando se retiró a un monasterio) y de iure hasta su muerte en el 812. Es santo de la Iglesia católica desde su canonización en el año 1066. 

## Biografía
Hijo de Teodorico, conde de Autun y duque de Borgoña, y de Aula, Alda o Aldana, hija de Carlos Martel y Rotrude nació hacia el año 768. Era nieto de Gaucelmo y de Carlos Martel, este último por parte de madre y, por tanto, primo de Carlomagno, de quien fue paladín en la corte y quien le encomendó el condado de Tolosa con título de duque, en el 781 cuando creó el ducado de Aquitania. Era hermano de Thierry II de Autun (748-804), que heredó el condado de su padre Teodorico.
Desde 781 fue tutor de Luis el Piadoso. La región ducal tolosana se extendía hacia Septimania y Gotia al sur de los Pirineos, que en los siguientes años caerían en poder de los francos. Llevaba entonces el título de duque, pero también el de marqués para regir tierras fronterizas. En el año 785 ayudó en la conquista de Gerona y otros puntos de Gotia. 
En 788 el conde Corso fue destituido como conde en Tolosa por Carlomagno al considerar "humillantes" las condiciones de su liberación tras su captura por el vasco Odalrico. Carlomagno asignó entonces el gobierno directo del condado a Guillermo, cediendo la administración de Rasés y Conflent a su hijo Bera y el del Rosellón a Gaucelmo y probablemente otros condados a Adalemo. En 791 luchó contra los vascos y los sometió. En el año 793 fue derrotado por los árabes en Orbièu, pero éstos tuvieron que retirarse hacia la Cerdaña. Lideró, probablemente tutelando al joven Ludovico, la expedición a la actual Cataluña y en 801 conquista Barcelona, junto con Ademar de Narbona, Bera, e incluso vascos (Wascones) que ahora le rinden lealtad.
Padre de Bera, primer conde de Barcelona, de Gualdrada, condesa consorte de Wormgau, de Berta, reina consorte de Pipino de Italia y de Gerberga que fue monja, todos nacidos de su primera mujer, la goda Khunegunda o Cunegunda de Austrasia. De un segundo matrimonio con Guitburga tuvo a Adalelmo, Gaucelmo, conde de Rosellón, de Ampurias, de Conflent y del Rasés; Bernardo de Septimania, conde de Barcelona; Heriberto, conde; Teodorico, conde de Autun por delegación de Bernardo; Guitgario, Guarner, y Roslinda o Rottind Helinbruc, condesa consorte de Corbi. La maternidad de Bera no está establecida sin duda y podría haber un tercer matrimonio con una dama goda que sería la auténtica madre de Bera. Comoquiera que una hija de Guillermo, llamada Romila (de la que no se sabe la madre), es identificada con la que fue mujer y por tanto hermanastra de Bera, caso de que se hubiese producido este matrimonio (que no era excepcional en la época) Bera probablemente sería hijo de la primera mujer para poder casarse con una mujer más joven que él; pero como el sucesor de hecho de Guillermo fue su hijo Bernardo, llamado Bernardo de Septimania, hijo de su segunda mujer, la incógnita persiste.
En el año 804 se retiró al monasterio de Aniane, del que salió con otros monjes en 806 para fundar el monasterio de Gellone en Saint-Guilhem-le-Désert, de aquí que sea conocido en Francia como Guillermo de Gellone.
Murió el 28 de mayo de 812 y se le veneró como santo.
| Predecesor: Corso de Tolosa | Conde de Tolosa 790-806 | Sucesor: Begón de Tolosa |